# Aki Ra

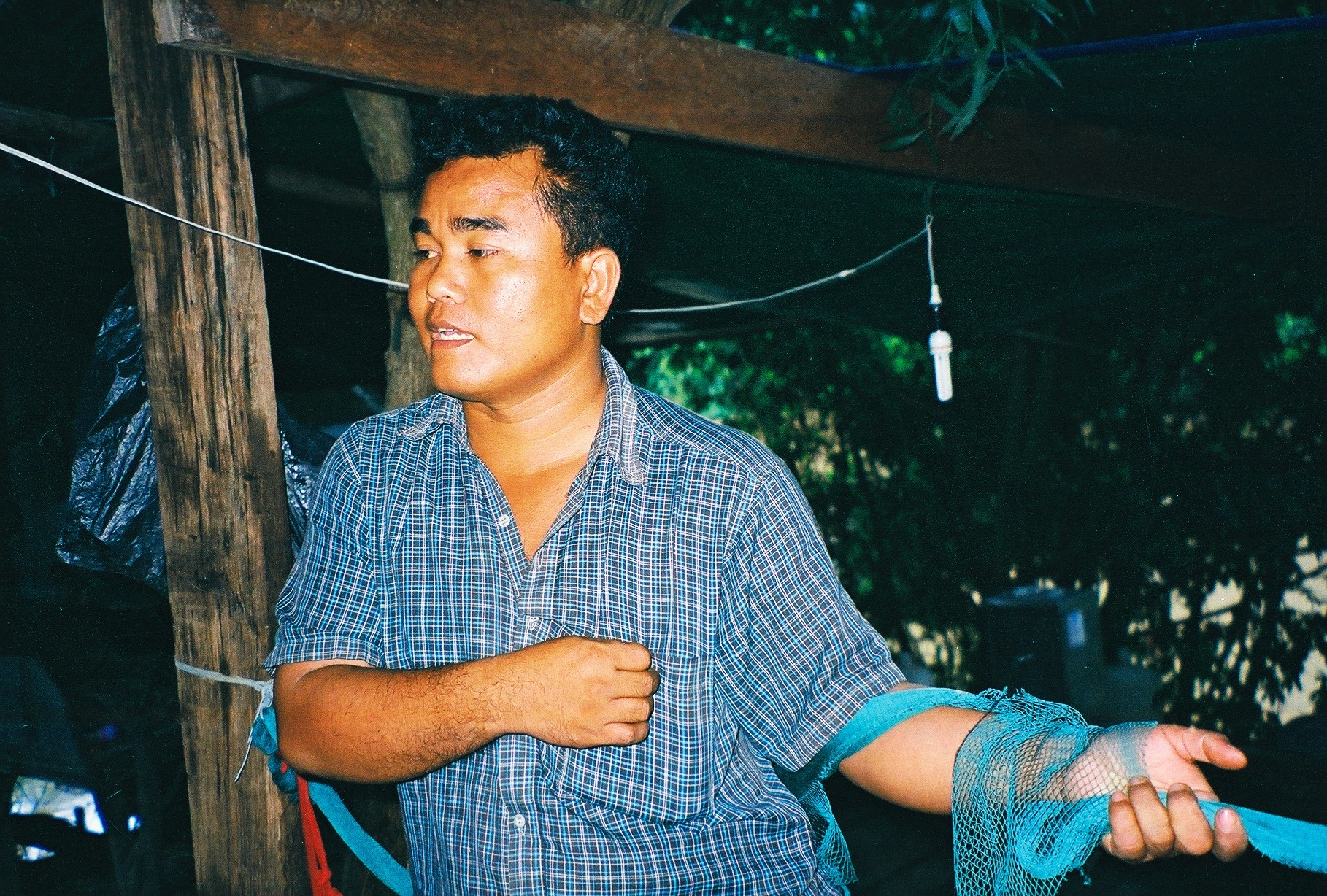
Aki Ra 2006

Aki Ra (geboren ca. 1970 bis 1973 als Eoun Yeak in Siem Reap, Kambodscha) ist ein ehemaliger kambodschanischer Kindersoldat und Initiator der Organisation Cambodian Self Help Demining. Außerdem betreibt er das Cambodia Landmine Museum, ein Museum, in dem über Landminen und ihre Gefahren aufgeklärt wird.

## Leben
Ra wurde Anfang der 1970er Jahre in der Provinz Siem Reap in Kambodscha als Kind eines Lehrers und einer Näherin geboren. Sein Geburtsname war Eoun Yeak. Unter der Herrschaft der Roten Khmer wurde er von seinen Eltern getrennt und wuchs in einem Lager auf, wo er zunächst als Hilfskraft für die Soldaten, später als Kindersoldat der Roten Khmer eingesetzt wurde. Als er etwa fünf Jahre alt war, wurden seine Eltern von den Roten Khmer ermordet. Während Ra aufwuchs, prägten ihn vor allem der ständige Hunger sowie die Angst vor der Willkür der Khmer, denen, wie er schreibt, Menschenleben nichts bedeuteten.
Nachdem Vietnam 1979 in Kambodscha einmarschiert war, kämpfte Aki Ra zunächst auf Seite der Roten Khmer. 1983 wurde er von vietnamesischen Soldaten gefangen genommen. Er wurde in die Kampftruppen der vietnamesischen Armee gegen die Khmer aufgenommen und verlegte wie schon zuvor in dieser Zeit zahlreiche Landminen. Nach dem Rückzug Vietnams aus Kambodscha wurde Aki Ra in die Kambodschanische Armee aufgenommen und kämpfte weiter gegen die Roten Khmer. In der kambodschanischen Armee konnte er ab 1990 eine Schulausbildung nachholen und lernte so lesen und schreiben. Als Anfang der 1990er Jahre die Vereinten Nationen nach den Pariser Friedensverhandlungen eine Minenräummission begannen, erhielt auch Aki Ra eine Ausbildung als Minenräumer. In dieser Zeit erhielt er auch seinen Spitznamen Aki Ra, da er in seinem Arbeitseifer oft mit Industriemaschinen des japanischen Herstellers Akira-Seiki verglichen wurde. Später nahm er diesen Namen ganz an.
Nach dem Ende der UN-Mission in Kambodscha arbeitete Ra ab 1993 zunächst selbständig an der weiteren Räumung von Landminen. Ra bezeichnet dies als Teil seiner Verantwortung Kambodscha gegenüber, da er selber einen großen Anteil an der Verminung des Landes hatte. Aufgrund fehlender Ausrüstung arbeitete Ra mit einfachsten Mitteln wie Stöcken oder einem Messer. Weil sich im Laufe der Zeit zahlreiche Minen und Waffen ansammelten, stellte Ra diese ab 1999 in einem eigens eröffneten Museum aus. Hier arbeitete er auch an der Aufklärung der Bevölkerung über die Gefahren und Verhaltensregeln in Bezug auf Minen. Er begann andere ehemalige Kindersoldaten auszubilden und gründete 2003 die Organisation Cambodian Self Help Demining (CSHD). Nach eigenen Angaben hat die CSHD bis heute 177 Minenfelder in 175 Dörfern geräumt und über 5 Millionen Quadratmeter Land wieder nutzbar gemacht. Ra hat nach eigenen Angaben persönlich fast 50.000 Minen geräumt.
Ra unterstützt seit den 1990er Jahren auch den Aufbau von Schulen in ländlichen und abgelegenen Gebieten Kambodschas um den dortigen Kindern eine Schulbildung zu ermöglichen. Bis 2019 wurden so im Rahmen des Rural Schools Village Program 22 Schulen aufgebaut und ca. 3000 Kambodschanern eine Schulbildung ermöglicht.
Aki Ra ist verheiratet und hat einen Sohn.